# Ordinul Onoarei
Ordinul Onoarei (în trecut Ordinul de Onoare) a fost instituit de Parlamentul Republicii Moldova în anul 2002 și este o înaltă distincție de stat din Republica Moldova, care se decernează prin decret prezidențial. Cu Ordinul Onoarei pot fi distinse atât persoane fizice, cât și organizații, instituții, colective de muncă.
Ca valoare distinctivă civilă, Ordinul Onoarei este situat pe poziția următoare de Ordinului „Bogdan Întemeietorul”, și înainte de Ordinul Libertății, fiind a patra distincție de stat din Republica Moldova.
Ordinul Onoarei se conferă:
- pentru contribuție meritorie la consolidarea statalității, la promovarea reformelor și a transformărilor democratice;
- pentru activitate prodigioasă în cadrul autorităților publice și pe tărâm social;
- pentru merite remarcabile în dezvoltarea relațiilor de prietenie și colaborare dintre Republica Moldova și alte state;
- pentru contribuție substanțială la integrarea Republicii Moldova în structuri internaționale;
- pentru activitate intensă de pacificare;
- pentru acțiuni susținute social-umanitare, de binefacere și de sponsorizare;
- pentru creșterea și educarea a cel puțin 5 copii (inclusiv copii adoptați în conformitate cu legislația, copii care și-au pierdut viața ori au dispărut fără urmă în timpul acțiunilor militare sau în condiții de situații excepționale, copii care au decedat drept urmare a accidentelor de muncă sau a bolilor profesionale) – după atingerea vârstei de 16 ani de către ultimul copil.

## Descriere
Însemnul Ordinului „Ordinul Onoarei” reprezintă o stea de aur ușor convexă, înscrisă într-un cerc imaginar cu diametrul de 45 mm, cu opt colțuri compuse din fascicule a câte 5 raze divergente diamantate. Peste steaua de aur  broșează o altă stea, de argint, cu opt raze puțin mai scurte și compuse din fascicule a câte trei raze, raza centrală fiind perlată, iar cele laterale cu vârful bombat. Steaua de argint este supraîncărcată cu un medalion rotund broșând, cu diametrul de 18 mm, având chenar-cadru în relief, de argint, iar în mijloc, în câmp albastru, imaginea Stemei de Stat a Republicii Moldova (h 10 mm), în întregime de aur, înconjurată de o cunună deschisă, formată din două ramuri de palmier, de argint, totul în relief.
Reversul însemnului are gravat în incizie numărul de rând al distincției și este prevăzut cu un sistem de prindere.
Însemnul se confecționează din tombac, poleit cu aur, poleit cu argint și emailat.
Panglica baretei de substituire a Ordinului Onoarei este albastră, având pe margini câte două dungi, late de 3 mm fiecare – roșii cele dinspre exterior și galbene cele dinspre interior. Toate cele trei culori sunt în nuanțele culorilor naționale ale Republicii Moldova.

## Cavaleri ai ordinului

### Anii 2000

#### 2003
- Maria Ungureanu (comuna Căpriana, județul Chișinău)[3]
- Zinaida Grecianîi, ministru al finanțelor[4]
- Alexandru Grosu, prim-vicepreședinte al Companiei „Teleradio-Moldova”, director general al Televiziunii[5]
- Elena Cerescu, regizor în Departamentul „Actualități TV” al Companiei „Teleradio-Moldova”[6]
- protoiereul Vasile Garbuz, paroh al Bisericii „Sfântul Ioan Teologul” din satul Peresecina, Orhei[7]
- Valeriu Loghin, director general al Stațiunii Turistice „Satul Moldovenesc”, Criuleni[8]
- Mihail Kodin, vicepreședinte al Academiei de Științe Sociale din Federația Rusă[9]
- Valentina Silantieva, copreședinte al Asociației de Femei a Confederației Sindicatelor Libere din Republica Moldova „Solidaritate”[10]
- Pavel Petrovski⁠(d), Ambasador Extraordinar și Plenipotențiar al Federației Ruse în Republica Moldova[11]
- Pamela Hyde Smith, Ambasador Extraordinar și Plenipotențiar al Statelor Unite ale Americii în Republica Moldova[12]
- Alexei Tulbure, Reprezentant Permanent al Republicii Moldova pe lângă Consiliul Europei[13]

#### 2004
- Valeri Garev, consilier în Consiliul municipal Chișinău[14]
- Vasile Dobîndă, șef de secție la Cancelaria de Stat[15]
- Isaac Bersuker, academician al Academiei de Științe a Moldovei[16]
- Erhard Busek⁠(d), coordonator special al Pactului de Stabilitate pentru Europa de Sud-Est[17]
- Mihail Mocan, președinte al Uniunii Veteranilor Războiului din Afganistan[18]
- Dimitrios Zissis, director general al Societății pe Acțiuni „Kentford Capital Corporation”[19]
- Ivan Stomatov, președinte al Consiliului Decanilor de Vîrstă din municipiul Comrat[20]
- Iosif Func, Antrenor Emerit de dame din Republica Moldova[21]
- Vladimir Voițehovici, conferențiar universitar la Universitatea Agrară de Stat din Moldova[22]
- Vladimir Dragomir, președinte al Comisiei pentru cultură, știință, învățămînt, tineret și mijloace de informare în masă a Parlamentului[23]
- Michael Zickerick, Ambasador Extraordinar și Plenipotențiar al Republicii Federale Germania în Republica Moldova[24]
- Victor Andrușciac, vicepreședinte al Comisiei pentru politică externă a Parlamentului[25]
- Victor Basov, șef adjunct de direcție la Ministerul Apărării[26]
- Boris Batura⁠(d), președinte al Comitetului Executiv Regional Moghiliov⁠(d), Republica Belarus[26]
- Serghei Grinevețki⁠(d), președinte al Administrației Regionale de Stat Odesa⁠(d), Ucraina[26]
- Nicolai Guțul, președinte al Cârmuirii Organizației pentru Apărarea Drepturilor Slavilor „VECE” din Republica Moldova[26]
- Aleksandr Primasiuk, maistru la Societatea pe Acțiuni „Головинский карьер «Гранит»”, regiunea Jitomir, Ucraina[26]
- Vasili Starodubțev⁠(d), guvernator al regiunii Tula, Federația Rusă[26]
- Semion Șoihet, arhitect principal al Complexului Memorial „Capul de Pod - Șerpeni”[26]
- Semion Odainic, membru al Uniunii Artiștilor Plastici[27]
- Gheorghe Postovanu, membru al Uniunii Artiștilor Plastici[28]
- Nadejda Hîncu, director general al Societății pe Acțiuni „ORLACT”, orașul Orhei[29]
- Ivan Ostaficiuc, primar al orașului Cupcini, raionul Edineț[30]
- Ivan Zabunov, președinte al Societății Bulgare „Renaștere”[31]
- Mihail Railean, președinte al Consiliului Veteranilor Organelor Afacerilor Interne[32]
- Gheorghe Munteanu, membru al Uniunii Artiștilor Plastici[33]
- Ninel Kamenev, conducător artistic al Teatrului Dramatic Rus de Stat „A. P. Cehov”[34]
- Andrei Coman, director al Întreprinderii Mixte Moldo-Germane Baza Comercială „Grisan Hamb” S.A.[35]
- Voldamar Kiisvik, membru al Consiliului de administrație al Societății pe Acțiuni „Moldova-gaz”[36]

#### 2005
- Ecaterina Buzilă, fost pedagog la Școala Medie Rusă din satul Copanca, raionul Căușeni[37]
- Leonid Manea, președinte al Confederației Sindicatelor Libere „Solidaritate”[38]
- Zdenek Zbytek, președinte al Consiliului de Administrație al Societății pe Acțiuni „Ceska Vychodni”[39]
- Ștefan Caranfil, director artistic și dirijor al Corului Popular „Semănătorul” din satul Biești, raionul Orhei[40]
- Teodor Roșca, duhovnic la Mănăstirea „Sfântul Mare Muceniuc Teodor Tiron”, municipiul Chișinău[41]
- Ludmila Lașcionova, președinte al Cârmuirii Comunității Ruse din Republica Moldova[42]
- Gheorghe Ivanov, conducător artistic al Ansamblului de Muzică și Dansuri „Veselia”, municipiul Chișinău[43]
- Gheorghi Stepanov[44]
- Grigore Eremei[45]
- Piotr Opareniuc[46]
- Piotr Marciniak⁠(d), Ambasador Extraordinar și Plenipotențiar al Republicii Polone în Republica Moldova[47]
- Vladimir Secrieru, maistru la Întreprinderea de Stat pentru Silvicultură Comrat[48]
- Charles Tom Owens, președinte al Fundației de Cercetare și Dezvoltare Civilă (CRDF)[49]
- Xu Zhongkai, Ambasador Extraordinar și Plenipotențiar al Republicii Populare Chineze în Republica Moldova[50]
- Vasile Procopișin, decan la Universitatea de Stat de Medicină și Farmacie „Nicolae Testemițanu”[51]
- Constantin Țîbîrnă, profesor universitar la Universitatea de Stat de Medicină și Farmacie „Nicolae Testemițanu”[51]
- Evgheni Ekov, Ambasador Extraordinar și Plenipotențiar al Republicii Bulgaria în Republica Moldova[52]
- Fiodor Scripcenco, secretar general al Federației de Șah a Republicii Moldova[53]
- Kishichiro Amae, Ambasador Extraordinar și Plenipotențiar al Japoniei în Republica Moldova[54]
- Veaceslav Iordan, vicedirector general al Întreprinderii de Stat „Calea Ferată din Moldova”[55]
- Andrei Ciupov, reprezentant al Agenției Internaționale pentru Energia Atomică (AIEA) în Republica Moldova[56]
- Yaakov Tichman, director general al Întreprinderii Mixte „Efes Vitanta Moldova Brewery” S.A.[57]
- Nina Malcova, secretar al Consiliului Veteranilor Aviației Civile[58]

#### 2006
- Nicolae Vîlcu, director general al Serviciului Vamal[59]
- Ion Vasilati, judecător la Curtea Constituțională[60]
- Heather M. Hodges⁠(d), Ambasador Extraordinar și Plenipotențiar al Statelor Unite ale Americii în Republica Moldova[61]
- Nicolae Ciornîi, președinte de onoare al FC Zimbru[62]
- Vasile Colța, director pentru sport al Federației de Judo din Republica Moldova[63]
- Ionel Haiduc, președinte al Academiei Române[64]
- Vladislav Homici⁠(d), director al Fondului de Cercetări Fundamentale⁠(d) din Federația Rusă[64]
- Janusz Lipkowski, vicepreședinte al Academiei de Științe a Poloniei[64]
- William Hill, șef al Misiunii OSCE în Republica Moldova[65]
- Anton Miron, deputat în Parlament[66]
- Anatoli Petrovski, director general al Corporației Textile „Krosno” din Tiumen, Federația Rusă[67]
- Vasile Ursu, primar general interimar al municipiului Chișinău[67]
- Vladimir Philipov, Reprezentant Special al Secretarului General al Consiliului Europei în Republica Moldova[68]
- Tatiana Anodina, președinte al Comitetului Aeronautic Interstatal[69]
- Sandor Robel, Ambasador Extraordinar și Plenipotențiar al Republicii Ungare în Republica Moldova[70]

#### 2007
- Naomi Ben-Ami⁠(d), Ambasador Extraordinar și Plenipotențiar al Statului Israel în Republica Moldova[71]
- Edmond Pamboukjian, Ambasador Extraordinar și Plenipotențiar al Republicii Franceze în Republica Moldova[72]
- Dumitru Diacov, membru al Biroului Permanent al Parlamentului[73]
- Petro Cealîi⁠(d), Ambasador Extraordinar și Plenipotențiar al Ucrainei în Republica Moldova[74]
- Ruslan Aușev⁠(d), președinte al Comitetului pentru Problemele Ostașilor Internaționaliști⁠(d) de pe lângă Consiliul Șefilor de Guvern din Statele Membre ale CSI[75]
- Wolfgang Lerke, Ambasador Extraordinar și Plenipotențiar al Republicii Federale Germania în Republica Moldova[76]
- Vladimir Baldovici, director general al Agenției Construcții și Dezvoltare a Teritoriului[77]
- Constantin Starîș, director al Reprezentanței Naționale a Teleradiocompaniei Interstatale „Mir”⁠(d) în Republica Moldova[78]
- Petru Griciuc, consilier al Președintelui Republicii Moldova în problemele complexului agroindustrial și ale administrației publice[79]
- Georg Sporschill, președinte al Asociației de Caritate „Concordia”[80]

#### 2008
- Rita Țvic, director general al Agenției de Știri „Novosti-Moldova”[81]
- Vasile Babuc, șef de catedră la Universitatea Agrară de Stat din Moldova[82]
- Mihaly Bayer, Ambasador Extraordinar și Plenipotențiar al Republicii Ungare în Republica Moldova[83]
- Iuri Eliseev, președinte al Consiliului de directori la Uzina „Topaz” S.A.[84]
- Avigdor Liberman, președinte al Grupului parlamentar Israel-Moldova[85]
- Michael D. Kirby⁠(d), Ambasador Extraordinar și Plenipotențiar al Statelor Unite ale Americii în Republica Moldova[86]
- Iuri Tișcenco, redactor-șef al ziarului „Nezavisimaia Moldova”[87]
- Serhii Pirojkov, Ambasador Extraordinar și Plenipotențiar al Ucrainei în Republica Moldova[88]
- Jianwei Gong⁠(d), Ambasador Extraordinar și Plenipotențiar al Republicii Populare Chineze în Republica Moldova[89]
- Oleg Babenco, rector al Universității Slavone[90]
- Victor Stepaniuc, viceprim-ministru[91]
- Serghei Tomșa, prim-șef adjunct al Serviciului de întreținere a căii, Întreprinderea de Stat „Calea Ferată din Moldova”[92]
- Nikolai Maksiuta⁠(d), guvernator al regiunii Volgograd[93]
- Victor Cerevatîi, președinte al raionului Briceni[94]
- Grigore Policinschi, președinte al raionului Dubăsari[94]
- Petru Caduc, antrenor al Lotului Național la pugilism[95]
- Mutsuo Mabuchi⁠(d), Ambasador Extraordinar și Plenipotențiar al Japoniei în Republica Moldova[96]
- Ray Virgilio Torres Flores, Reprezentant al Fondului Națiunilor Unite pentru Copii (UNICEF) în Moldova[97]
- Zinaida Chistruga, director general al Camerei de Licențiere a Republicii Moldova[98]
- Evghenii Parhaev, director al Întreprinderii pentru Producerea Obiectelor de Cult „Sofrino” a Bisericii Ortodoxe Ruse[99]
- arhimandritul Siluan (Marin Șalari), stareț al Mănăstirii „Nașterea Maicii Domnului” din satul Curchi[99]
- Vladimir Suetnov, președinte al Consiliului de Administrație al Băncii Comerciale „Banca Socială” S.A.[100]
- Hans Peter Haselsteiner⁠(d), președinte al Consiliului de Conducere al Concernului „Strabag”, președinte al Fundației de Caritate a Familiei Haselsteiner, președinte al Consiliului de Supraveghere al Asociației de Caritate „Concordia”[101]

#### 2009
- Serghei Afanasenco, președinte al Asociației „Invasport”[102]
- William Emmett Ingram⁠(d), comandant al Gărzii Naționale⁠(d) a Statului Carolina de Nord (SUA)[103]
- Mihail Dolgan, academician, cercetător științific principal la Institutul de Filologie al Academiei de Științe a Moldovei[104]
- Vasilii Sakovici, Ambasador Extraordinar și Plenipotențiar al Republicii Belarus în Republica Moldova[105]
- Leonid Babivschii, pilot al aeronavei SAAB-2000 a Companiei Aeriene „Carpatair” SA în situația excepțională apărută în timpul efectuării cursei aeriene Chișinău–Timișoara[106]
- Iurie Oleacov, pilot[106]
- Michel Platini, președinte al Uniunii Asociațiilor Europene de Fotbal (UEFA)[107]
- Terry Davis⁠(d), Secretar General al Consiliului Europei[108]
- Svetlana Mihailescu, director adjunct al Liceului Teoretic „Bogdan Petriceicu Hasdeu” din municipiul Chișinău[109]
- Mark Tkaciuk, ex-consilier al Președintelui Republicii Moldova în problemele politice[110]
- Fiodor Capațina, președinte al Asociației Obștești „Societatea Cernobîl din Moldova”[111]
- Andrei Carpenco, alpinist[112]
- Vytautas Žalys⁠(d), Ambasador Extraordinar și Plenipotențiar al Republicii Lituania în Republica Moldova[113]
- Taras Kozak⁠(d), vicepreședinte al Serviciului Vamal de Stat al Ucrainei⁠(d)[114]
- Viktor Kudreavțev, procuror general adjunct al Ucrainei[114]
- Oleg Podolko, director general al Instituției Federale de Stat „Mar'ino”, Federația Rusă[115]
- Gianni Buquicchio⁠(d), secretar al Comisiei Europeane pentru Democrație prin Drept a Consiliului Europei (Comisia de la Veneția)[116]
- Mihail Zalihanov⁠(d), consultant științific la Institutul de Geofizică Montană al Academiei de Științe a Federației Ruse⁠(d)[117]
- Prea Sfințitul Marchel (Nicolai Mihăescu), Episcop de Bălți și Fălești[118]
- Valery Golubev⁠(d), vicepreședinte al Cîrmuirii Societății pe Acțiuni Deschise „Gazprom” din Federația Rusă[119]
- Mircea Bologa, consultant științific la Instituția Publice „Enciclopedia Moldovei”[120]
- Ivan Jarcuțchi, consultant științific la Instituția Publice „Enciclopedia Moldovei”[120]
- Constantin Manolache, director al Instituției Publice „Enciclopedia Moldovei”[120]

- Nikolai Iliev, Ambasador Extraordinar și Plenipotențiar al Republicii Bulgaria în Republica Moldova[121]
- Cesare de Montis, șef al Delegației Comisiei Europene în Republica Moldova[122]
- Krzysztof Suprowicz, Ambasador Extraordinar și Plenipotențiar al Republicii Polonia în Republica Moldova[123]
- Alecu Reniță, președinte al Mișcării Ecologiste din Moldova, director al Publicației Periodice „Natura”[124]
- Alexandr Oleinic, ministru al tehnologiilor informaționale și comunicațiilor[125]
- Petr Kypr, Ambasador Extraordinar și Plenipotențiar al Republicii Cehe în Republica Moldova[126]
- Andrei Ursu, academician, șef de laborator la Institutul de Ecologie și Geografie al Academiei de Științe a Moldovei[127]
- William Michael Pruzensky, președinte al Parteneriatului Internațional pentru Dezvoltare Umană, SUA[128]
- Nicolae Dabija, redactor-șef al săptămânalului „Literatura și Arta”[129]
- Grigore Belostecinic, rector al Academiei de Studii Economice din Moldova[130]
- Mihail Curagău, actor la Teatrul Municipal „Satiricus Ion Luca Caragiale”[131]
- Tudor Țărnă, director general al Centrului de Cultură și Artă „Ginta Latină”[131]
- Dan-Gheorghe Dungaciu, profesor universitar, Universitatea din București[132]
- Veaceslav Țîbuleac, director al Postului de Radio “Vocea Basarabiei”[132]

### Anii 2010

#### 2010
- Nikolaus Graf Lambsdorff⁠(d), Ambasador Extraordinar și Plenipotențiar al Republicii Federale Germania în Republica Moldova[133]
- Serafim Urechean, prim-vicepreședinte al Parlamentului[134]
- Iliko Sukhishvili⁠(d), coregraf al Baletului Național Georgian „Sukhishvili”⁠(d)[135]
- Nino Sukhishvili⁠(d), conducător artistic al Baletului Național Georgian „Sukhishvili”[135]
- Mihail Cotorobai, judecător demisionat al Curții Constituționale[136]
- Nicolae Osmochescu, judecător demisionat al Curții Constituționale[136]
- Gheorghe Susarenco, judecător demisionat al Curții Constituționale[136]
- Pavel Cebanu, președinte al Federației Moldovenești de Fotbal[137]
- Nichita Smochină (post-mortem)[138]
- Nicolae Busuioc, scriitor (România)[139]
- Claudia Balaban, director general al Bibliotecii Naționale pentru Copii „Ion Creangă”[140]
- Isae Cârmu, pictor[141]
- Eugen Holban, publicist (Republica Franceză)[142]
- Mats Åberg, Ambasador Extraordinar și Plenipotențiar al Regatului Suediei în Republica Moldova[143]
- Martin Eichtinger⁠(d), Ambasador Extraordinar și Plenipotențiar al Republicii Austria în Republica Moldova[144]
- Veaceslav Untilă, membru al Comisiei economie, buget și finanțe a Parlamentului[145]
- Mihai Ciobanu, director al Spitalului Clinic Municipal „Sfântul Arhanghel Mihail”, Chișinău[146]
- Eudochia Magdei, șefă de secție la Spitalul Clinic Republican pentru Copii „Emilian Coțaga”[146]
- Adrian Tănase, șef al Centrului de Hemodializă și Transplant Renal al Spitalului Clinic Republican[146]
- Eremei Zota, șef de catedră la Universitatea de Stat de Medicină și Farmacie „Nicolae Testemițanu”[146]
- Ioan Paulencu, Artist al Poporului[147]
- Veronique North-Minca, Secretar I al Ambasadei Republicii Franceze în Republica Moldova[148]
- Ion Josan, profesor universitar la Academia de Muzică, Teatru și Arte Plastice[149]
- Sepp Blatter, președintele Federației Internaționale de Fotbal[150]
- Stepan Kuroglo, conferențiar universitar la Universitatea de Stat din Comrat[151]
- Ion Anton[152]
- Alexandru Donos[152]
- Ana Bantoș[152]
- Alexei Rău[152]
- Tudor Colac, șef de sector la Institutul de Filologie al Academiei de Științe a Moldovei[153]
- Anatolie Ciobanu, membru corespondent al Academiei de Științe a Moldovei[153]
- Ion Teleman, director al Muzeului de Istorie și Etnografie din satul Iurceni, raionul Nisporeni[153]
- Înalt Prea Sfinția Sa Casian, Arhiepiscop al Dunării de Jos (Costică Crăciun)[154]
- Înalt Prea Sfinția Sa Petru, Arhiepiscop al Chișinăului, Mitropolit al Basarabiei și Exarh al Plaiurilor (Petru Păduraru)[154]
- Laurențiu Calmuțchi, rector la Universitatea de Stat din Tiraspol (cu sediul la Chișinău)[155]
- Mitrofan Cioban, profesor universitar la Universitatea de Stat din Tiraspol (cu sediul la Chișinău)[155]
- Vladimir Hotineanu, ministru al sănătății[156]
- Leonid Bujor, ministru al educației[157]
- Boris Vasiliev, profesor pensionat, satul Sărătenii Vechi, raionul Telenești[157]
- Titus Jucov, director artistic și regizor al Teatrului Republican de Păpuși „Licurici”[158]
- Pavel Proca, secretar literar la Teatrul Național „Vasile Alecsandri” din Bălți[158]
- Ion Gajim, profesor universitar la Universitatea de Stat „Alecu Russo” din Bălți[159]
- Ala Mîndîcanu, președinte al Comunității Moldovenilor din Quebec, Canada[160]
- Iulian Filip, scriitor[161]
- Ion Gheorghiță (post-mortem), scriitor[161]
- Ion Proca, scriitor[161]
- Vasile Romanciuc, scriitor[161]
- Efim Tarlapan, scriitor[161]
- Alexandru Arseni, conferențiar universitar la Universitatea de Stat din Moldova[162]
- Raisa Botezatu, vicepreședinte al Curții Supreme de Justiție[162]
- Gheorghe Chibac, profesor universitar la Universitatea de Stat din Moldova[162]
- Boris Negru, conferențiar universitar la Universitatea de Stat din Moldova[162]
- Anatol Răcilă, director general al Teatrului Național de Stat „Vasile Alecsandri” din Bălți[163]
- Fiodor Angheli[164]
- Anatolie Jar, dirijor al Capelei Corale Academice „Doina”[165]
- Veaceslav Țernă, director al Direcției generale transport public și căi de comunicație a Consiliului Municipal Chișinău[166]
- Nicolae Chicuș, rector la Universitatea Pedagogică de Stat „Ion Creangă”[167]
- Alexandru Dorogan, director al Radio Moldova[168]
- Nina Doni, actriță în Teatrul Republican „Luceafărul”[169]
- Valentina Izbeșciuc, actriță în Teatrul Republican „Luceafărul”[169]
- Nina Vodă, actriță  în Teatrul Republican „Luceafărul”[169]
- Vladimir Zaiciuc, actor în Teatrul Republican „Luceafărul”[169]
- Paulina Zavtonii, actriță în Teatrul Republican „Luceafărul”[169]
- Gheorghe Cimpoieș, rector al Universității Agrare de Stat din Moldova[170]
- Valeriu Cosarciuc, ministru al agriculturii și industriei alimentare[170]
- Olga Bârlad, șef de direcție la Ministerul Culturii[171]
- Mihail Ghejenco, actor la Teatrul Dramatic Rus de Stat „A.P. Cehov”[171]
- Alexei (Lică) Sainciuc, pictor[171]
- Melanie Marlett, manager de țară al Băncii Mondiale în Republica Moldova[172]
- Gheorghe Buzatu, cercetător științific principal la Centrul de Istorie și Civilizație Europeană al Filialei Iași a Academiei Române[173]
- Gheorghe Cojocaru, director al Institutului de Istorie, Stat și Drept al Academiei de Științe a Moldovei[173]
- Ion Negrei, viceprim-ministru[173]
- Gheorghe Palade, conferențiar universitar la Universitatea de Stat din Moldova[173]
- Pavel Parasca, profesor universitar interimar la Universitatea Liberă Internațională din Moldova[173]
- Ioan Aurel Pop, director al Centrului de Studii Transilvane al Academiei Române[173]
- Mihai Retegan, profesor universitar la Universitatea din București, România[173]
- Ion Șișcanu, profesor universitar la Universitatea de Stat „Bogdan Petriceicu Hasdeu” din Cahul[173]
- Mihail Tașcă, cercetător științific superior la Institutul de Istorie, Stat și Drept al Academiei de Științe a Moldovei[173]
- Anatolie Țăranu, cercetător științific coordonator la Institutul de Istorie, Stat și Drept al Academiei de Științe a Moldovei[173]
- Mihai Moroșanu[174]
- Liceul Teoretic „Gheorghe Asachi”, municipiul Chișinău[175]
- Liceul Teoretic „Mihail Berezovschi”, municipiul Chișinău[175]
- Liceul Teoretic „Ion Creangă”, municipiul Chișinău[175]
- Liceul Teoretic „Mihai Eminescu”, municipiul Chișinău[175]
- Liceul Teoretic „Spiru Haret”, municipiul Chișinău[175]
- Liceul Teoretic „Mihai Viteazul”, municipiul Chișinău[175]

#### 2011
- Kálmán Mizsei⁠(d), Reprezentant Special al Uniunii Europene în Republica Moldova[176]
- Nicolae Antohi, invalid de gradul I din orașul Cahul[177]
- Vladimir Druc, regizor de film[178]
- Valentin Goga, director al Organizației Concertistice și de Impresariat „Moldova-Concert”[178]
- Dumitru Olărescu, scenarist de film[178]
- Antip Țarălungă, președinte al Uniunii Coregrafilor din Moldova[178]
- Eugeniu Șlopac, manager general, președinte al Consiliului de administrație al Companiei Internaționale de Asigurări „ASITO” S.A.[179]
- Mihail Magdei, viceministru al sănătății, medic-șef sanitar de stat al Republicii Moldova[180]
- Valentina Stratan, cercetător științific superior la Institutul Oncologic[180]
- Corpului Păcii SUA în Moldova[181]
- Asif Chaudhry, Ambasador Extraordinar și Plenipotențiar al Statelor Unite ale Americii în Republica Moldova[182]
- Pierre Andrieu, Ambasador Extraordinar și Plenipotențiar al Republicii Franceze în Republica Moldova[183]
- Mihail Cibotaru, ex-redactor-șef al revistei „Moldova”[184]
- Lidia Belscaia, medic emerit[185]
- Viktor Kress⁠(d), guvernator al regiunii Tomsk, Federația Rusă[186]
- Aleksandr Majarov, viceguvernator al districtului autonom Iamalo-Nenețk, Federația Rusă[186]
- Viktor Ozerov, președinte de comitet al Consiliului Federației al Adunării Federale a Federației Ruse[186]
- Harald Berwanger, membru al Forumului Germano-Moldovenesc[187]
- Gernot Erler⁠(d), președinte al Societății Europa de Sud-Est⁠(d)[187]
- Manfred Grund⁠(d), președinte al Forumului Germano-Moldovenesc[187]
- Martin Sieg, director executiv al Forumului Germano-Moldovenesc[187]
- Vladimir Agachi, deputat în Parlamentul Republicii Moldova de legislatura a douăsprezecea[188]
- Gheorghe Amihalachioaie, deputat în Parlamentul Republicii Moldova de legislatura a douăsprezecea[188]
- Nicolae Andronic, deputat în Parlamentul Republicii Moldova de legislatura a douăsprezecea[188]
- Elena Balan, deputat în Parlamentul Republicii Moldova de legislatura a douăsprezecea[188]
- Vasile Basoc, deputat în Parlamentul Republicii Moldova de legislatura a douăsprezecea[188]
- Petru Bodorin, deputat în Parlamentul Republicii Moldova de legislatura a douăsprezecea[188]
- Dumitru Brașoveanu⁠(d), deputat în Parlamentul Republicii Moldova de legislatura a douăsprezecea[188]
- Petru Brașoveanu, deputat în Parlamentul Republicii Moldova de legislatura a douăsprezecea[188]
- Grigore Bratunov, deputat în Parlamentul Republicii Moldova de legislatura a douăsprezecea[188]
- Valeriu Bulgari, deputat în Parlamentul Republicii Moldova de legislatura a douăsprezecea[188]
- Boris Carandiuc, deputat în Parlamentul Republicii Moldova de legislatura a douăsprezecea[188]
- Petru Carauș, deputat în Parlamentul Republicii Moldova de legislatura a douăsprezecea[188]
- Ivan Chior, deputat în Parlamentul Republicii Moldova de legislatura a douăsprezecea[188]
- Sergiu Chircă⁠(d), deputat în Parlamentul Republicii Moldova de legislatura a douăsprezecea[188]
- Anatol Chiriac, deputat în Parlamentul Republicii Moldova de legislatura a douăsprezecea[188]
- Gheorghe Ciobanu⁠(d), deputat în Parlamentul Republicii Moldova de legislatura a douăsprezecea[188]
- Gheorghe Cîrlan, deputat în Parlamentul Republicii Moldova de legislatura a douăsprezecea[188]
- Valentin Colun⁠(d), deputat în Parlamentul Republicii Moldova de legislatura a douăsprezecea[188]
- Vasile Costov, deputat în Parlamentul Republicii Moldova de legislatura a douăsprezecea[188]
- Valentin Cunev, deputat în Parlamentul Republicii Moldova de legislatura a douăsprezecea[188]
- Andrei Diaconu, deputat în Parlamentul Republicii Moldova de legislatura a douăsprezecea[188]
- Lidia Dicusar, deputat în Parlamentul Republicii Moldova de legislatura a douăsprezecea[188]
- Pavel Dubălari, deputat în Parlamentul Republicii Moldova de legislatura a douăsprezecea[188]
- Gheorghe Efros, deputat în Parlamentul Republicii Moldova de legislatura a douăsprezecea[188]
- Vasile Graf, deputat în Parlamentul Republicii Moldova de legislatura a douăsprezecea[188]
- Gheorghe Gusac, deputat în Parlamentul Republicii Moldova de legislatura a douăsprezecea[188]
- Dumitru Holban, deputat în Parlamentul Republicii Moldova de legislatura a douăsprezecea[188]
- Anatolie Ivanov, deputat în Parlamentul Republicii Moldova de legislatura a douăsprezecea[188]
- Ion Mărgineanu⁠(d), deputat în Parlamentul Republicii Moldova de legislatura a douăsprezecea[188]
- Nicolae Misail⁠(d), deputat în Parlamentul Republicii Moldova de legislatura a douăsprezecea[188]
- Svetlana Mîslițchi, deputat în Parlamentul Republicii Moldova de legislatura a douăsprezecea[188]
- Ion Negură⁠(d), deputat în Parlamentul Republicii Moldova de legislatura a douăsprezecea[188]
- Tudor Nirean, deputat în Parlamentul Republicii Moldova de legislatura a douăsprezecea[188]
- Valentin Oglinda, deputat în Parlamentul Republicii Moldova de legislatura a douăsprezecea[188]
- Alexandr Ohotnicov, deputat în Parlamentul Republicii Moldova de legislatura a douăsprezecea[188]
- Olga Ojoga, deputat în Parlamentul Republicii Moldova de legislatura a douăsprezecea[188]
- Teodor Olaru, deputat în Parlamentul Republicii Moldova de legislatura a douăsprezecea[188]
- Ion Palii, deputat în Parlamentul Republicii Moldova de legislatura a douăsprezecea[188]
- Vladimir Pascaru, deputat în Parlamentul Republicii Moldova de legislatura a douăsprezecea[188]
- Mihail Poiată, deputat în Parlamentul Republicii Moldova de legislatura a douăsprezecea[188]
- Serghei Popa, deputat în Parlamentul Republicii Moldova de legislatura a douăsprezecea[188]
- Dumitru Postovan, deputat în Parlamentul Republicii Moldova de legislatura a douăsprezecea[188]
- Nicolae Proca, deputat în Parlamentul Republicii Moldova de legislatura a douăsprezecea[188]
- Alexandra Raiu, deputat în Parlamentul Republicii Moldova de legislatura a douăsprezecea[188]
- Vasili Sajin, deputat în Parlamentul Republicii Moldova de legislatura a douăsprezecea[188]
- Aurel Saulea⁠(d), deputat în Parlamentul Republicii Moldova de legislatura a douăsprezecea[188]
- Elisei Secrieru, deputat în Parlamentul Republicii Moldova de legislatura a douăsprezecea[188]
- Vasile Șoimaru, deputat în Parlamentul Republicii Moldova de legislatura a douăsprezecea[188] (ordin retras în 2022 la solicitarea lui Șoimaru[189])
- Tudor Țopa, deputat în Parlamentul Republicii Moldova de legislatura a douăsprezecea[188]
- Anatolie Țurcan, deputat în Parlamentul Republicii Moldova de legislatura a douăsprezecea[188]
- Ion Țurcanu, deputat în Parlamentul Republicii Moldova de legislatura a douăsprezecea[188]
- Ion Ungureanu, deputat în Parlamentul Republicii Moldova de legislatura a douăsprezecea[188]
- Vasile Vatamanu, deputat în Parlamentul Republicii Moldova de legislatura a douăsprezecea[188]
- Gheorghe Ciobanu, director general al Centrului Național Științifico-Practic de Medicină Urgentă[190]
- Valentina Buliga, ministru al muncii, protecției sociale și familiei[191]
- Preasfințitul Nicodim (Ioan Vulpe), Episcop de Edineț și Briceni[192]
- Academia de Studii Economice a Moldovei[193]
- Andrei Canschii, om în vârstă[194]
- Galina Ciubară, om în vârstă[194]
- Pavel Cojuhari, om în vârstă[194]
- Ecaterina Grosu, om în vârstă[194]
- Elaine Marshall⁠(d), secretar de Stat al Carolinei de Nord, SUA[195]
- Alexandru Cojuhari, profesor universitar la Universitatea de Stat din Moldova[196]
- Mihail Boiarskii⁠(d), Artist al Poporului din Rusia[197]
- Elizaveta Boiarskaia⁠(d), actriță[197]
- Liceul Teoretic „Sf. Kiril și Metodiu” din municipiul Chișinău[198]
- Fiodor Oboroc (orașul Dondușeni)[199]
- Ștefan Paniș, conducător al Societății cu Răspundere Limitată „Panclip”, raionul Florești[200]
- Tatiana Pavliuc, director al Agrofirmei „Plaiul Bîrlădean”, raionul Ocnița[200]
- Iurie Vrabie, președinte al Societății Comerciale „Prog-Agroter” S.R.L., raionul Ungheni[200]
- Ilia Vainrub, director general al Firmei de producție și comerț „Fortuna-Plus”, municipiul Chișinău[200]
- Eugenia Marin, director al Festivalului-concurs internațional de muzică ușoară „Două inimi gemene”[201]
- Ahmet Ferit Ülker, Ambasador Extraordinar și Plenipotențiar al Republicii Turcia în Republica Moldova[202]
- Ecaterina Cazimirova-Constantinova, actriță de teatru și cinema[203]
- Alexei Potîngă (post-mortem), ex-director al Centrului pentru Drepturile Omului din Moldova[204]
- Leonid Studin, fost asistent al regizorului de balet la Teatrul Național de Operă și Balet „Maria Bieșu” din Chișinău[205]
- Petru Axenti, director general al Societății pe Acțiuni „CET-Nord” din Bălți[206]
- Alexandru Chirpicenco, antrenor al Lotului Național Olimpic de Caiac-Canoe[207]
- Vasile Luca, antrenor-profesor la Liceul-Internat Republican cu Profil Sportiv[207]
- Larisa Popova, membru al Comitetului Național Olimpic[207]
- Mihail Dolma, șef de direcție la Ministerul Economiei[206]
- Serafim Terinte, președinte al Cooperativei de Producție „Oxentea-Service”, raionul Dubăsari[208]

#### 2012
- Vasile Ursachi, director al Societății cu Răspundere Limitată „Izlan-Agro”, raionul Fălești[209]
- Victor Savin, director al Spitalului Clinic Municipal nr. 1, Chișinău[210]
- Aleksandr Kovaliov, Președinte al Consiliului Asociației din Moscova a Organizațiilor de Veterani ai Războaielor Locale și Conflictelor Militare[211]
- Boris Paton, președinte al Academiei Naționale de Științe a Ucrainei⁠(d)[212]
- Adelgherii Liev, director al Centrului Medical de Reabilitare „Luci” din orașul Kislovodsk, Federația Rusă[213]
- Tamara Berzoi, mentor de dicție la Prime TV[214]
- Mihail Ursu, director general al Muzeului Național de Etnografie și Istorie Naturală[214]
- Victor Țvircun, ex-Ambasador Extraordinar și Plenipotențiar al Republicii Moldova în Republica Turcia, profesor universitar[215]
- Miltiadis Zahariadis, membru al Consiliului de administrație al Companiei „Lamda Development” SA, orașul Atena, Republica Elenă[215]
- Gheorghe Cucu, președinte al Camerei de Comerț și Industrie a Republicii Moldova[216]
- Dumitru Ursu, președinte al Asociației Băncilor din Republica Moldova[216]
- Preasfințitul Petru (Valerie Musteață), Episcop de Ungheni și Nisporeni[217]
- Petru Costin, colaborator științific la Centrul de Cultură și Istorie Militară[218]

- György Varga, Ambasador Extraordinar și Plenipotențiar al Ungariei în Republica Moldova[219]
- Nicanor Solcan, președinte al Uniunii Inventatorilor și Raționalizatorilor „Inovatorul”[220]
- Andrei Fursenko, ex-președinte al părții ruse a Comisiei interguvernamentale moldo-ruse de cooperare economică[221]
- Gheorghe Verdeș, administrator al Societății cu Răspundere Limitată „Tavgam”, raionul Leova[222]
- Vladimir Florea, președinte al Asociației Internaționale a Transportatorilor Auto din Moldova[223]
- Ion Pleșca, președinte al Curții de Apel Chișinău[224]
- Feyruz Isayev, director al Societății cu Răspundere Limitată „Lukoil-Moldova”[225]
- Mircea Ciobanu, scriitor[226]
- Vitalie Ciobanu, scriitor[226]
- Emilian Galaicu-Păun, scriitor[226]
- Vasile Gârneț, scriitor[226]
- Irina Popa-Nechit, scriitor[226]
- Arcadie Suceveanu, scriitor[226]
- Nicolae Țâu, profesor universitar, doctor habilitat în economie[227]
- Victor Crăciun, cercetător eminescolog[228]
- Dimitrie Vatamaniuc, cercetător eminescolog[228]
- Grigorios Skalkeas⁠(d), membru al Academiei din Atena⁠(d), Republica Elenă[229]
- Irina Loghin, interpretă de muzică populară (România)[230]
- Morio Higaonna⁠(d), fondator și conducător al Federației Internaționale de Karate-Do Okinawa Goju-Ryu⁠(d)[231]
- Vasile Marina, rector al Academiei de Administrare Publică de pe lângă Președintele Republicii Moldova[232]
- Victor Popa, profesor universitar la Universitatea Liberă Internațională din Moldova[233]
- Petru Roșca, profesor universitar la Universitatea Liberă Internațională din Moldova[233]
- Petru Ursache, judecător la Curtea Supremă de Justiție[234]
- Stefano De Leo, Ambasador Extraordinar și Plenipotențiar al Republicii Italiene în Republica Moldova[235]
- Întreprinderea de Stat „Servicii Pază” a Ministerului Afacerilor Interne[236]
- Ismail Safi, membru al Comisiei pentru politică externă a Marii Adunări Populare a Turciei[237]

#### 2013
- Boris Gherasim, viceministru al transporturilor și infrastructurii drumurilor[238]
- Victor Caun, profesor universitar la Academia de Studii Economice a Moldovei[239]
- Chiril Pulbere, șef al Departamentului juridic al Băncii Comerciale „Moldova-Agroindbank” SA[240]
- Vasilisa Balan din orașul Căușeni, „pentru educarea a douăsprezece copii și crearea unei familii trainice de o înaltă ținută morală”[241]
- Carlos Carreiras, președinte al Camerei Municipale Cascais[242]
- Alexandre Faria, consilier în Camera Municipală Cascais[242]
- Tudor Rusu, redactor-șef al săptămânalului „Făclia”[243]
- Leonid Popescu, artist plastic[244]
- Keith Shannon⁠(d), Ambasador Extraordinar și Plenipotențiar al Regatului Unit al Marii Britanii și Irlandei de Nord în Republica Moldova[245]
- Hamadoun Touré⁠(d), secretar general al Uniunii Internaționale a Telecomunicațiilor[246]
- Liceul Teoretic Mihai Eminescu din Bălți[247]
- Pieter Jan Wolthers, Ambasador Extraordinar și Plenipotențiar al Regatului Țărilor de Jos în Republica Moldova[248]
- Aurelian Dănilă, cercetător științific la Institutul Patrimoniului Cultural al Academiei de Științe a Moldovei[249]
- Victor Pușcaș, judecător demisionat la Curtea Constituțională[250]
- Dirk Schuebel, Șef al Delegației Uniunii Europene în Republica Moldova[251]
- Vasile Vrancean, prim-prorector al Universității Agrare de Stat din Moldova[252]
- Valeriu Doagă, judecător la Curtea Supremă de Justiție[253]
- Elena Bontea, membru al Uniunii Artiștilor Plastici din Republica Moldova[254]
- Lidia Axionova, profesor universitar la Academia de Muzică, Teatru și Arte Plastice[255]
- Jacques Brotchi⁠(d), șef de catedră la Universitatea Liberă din Bruxelles, președinte de onoare al Societății de Neurochirurgie din Moldova[256]
- Norbert Beckmann-Dierkes, referent pentru Europa Centrală și de Est al Fundației „Konrad Adenauer” (RFG)[257]
- Ion Moldovanu, profesor universitar la Universitatea de Stat de Medicină și Farmacie „Nicolae Testemițanu”[258]

#### 2014
- Georgi Panayotov, Ambasador Extraordinar și Plenipotențiar al Republicii Bulgaria în Republica Moldova[259]
- Gheorghe Postică, istoric, arheolog, viceministru al culturii[260]
- Aurel Grosu, vicedirector al Institutului de Cardiologie[261]
- Gunnar Wiegand, director în cadrul Serviciului European de Acțiune Externă[262]
- Stefano Manservisi, director general al Directoratului pentru Afaceri Interne al Comisiei Europene[262]
- Luc Pierre Devigne, șef de departament al Directoratului General pentru Comerț al Comisiei Europene[262]
- David Price⁠(d), copreședinte al grupului politic de sprijin al Republicii Moldova în Congresul SUA[263]
- Joseph Pitts⁠(d), copreședinte al grupului politic de sprijin al Republicii Moldova în Congresul SUA[263]
- Mihai Balan, director al Serviciului de Informații și Securitate al Republicii Moldova[264]
- Vasile Sturza, consilier al Președintelui Republicii Moldova[265]
- Valeriu Cebotari, manager al Întreprinderii Mixte „Badprim” SRL[266]
- Ion Geru, șef de laborator la Institutul de Chimie al Academiei de Științe[267]
- Einar Vallbaum⁠(d), guvernator al regiunii Lääne-Virumaa[268]
- Jolanta Chełmińska⁠(d), voievod al voievodatului Łódź[269]
- Tamás Aján, președinte al Federației Internaționale de Haltere[270]
- William Henry Moser, Ambasador Extraordinar și Plenipotențiar al Statelor Unite ale Americii în Republica Moldova[271]
- Titus Corlățean, ministru al afacerilor externe al României[272]
- Miroslav Lajčák⁠(d), viceprim-ministru, ministru al afacerilor externe al Republicii Slovace[272]
- Linas Linkevičius⁠(d), ministru al afacerilor externe al Republicii Lituania[272]
- Radosław Sikorski, ministru al afacerilor externe al Republicii Polone[272]
- Oleg Bodrug, vicepreședinte al Parlamentului[273]
- Vasile Bumacov, ministru al agriculturii și industriei alimentare[273]
- Andrian Candu, viceprim-ministru, ministru al economiei[273]
- Vadim Cojocaru, deputat în Parlament[273]
- Andrei Usatîi, ministru al sănătății[273]
- Toichi Sakata, Ambasador Extraordinar și Plenipotențiar al Japoniei în Republica Moldova[274]
- Valentin Amariei, prorector la Universitatea Tehnică a Moldovei[275]
- Aurel Marinciuc, conferențiar universitar la Universitatea Tehnică a Moldovei[275]
- Valeriu Rudic, director al Institutului de Microbiologie și Biotehnologie al Academiei de Științe a Moldovei[276]
- Petru Gașin, profesor universitar la Universitatea de Stat din Moldova[277]
- Nicolae Petrica, general de brigadă în rezervă, președinte al Ligii Veteranilor Forțelor Armate[278]
- Valentina Badrajan, director executiv al Instituției Publice „Fondul Provocările Mileniului Moldova”[279]

#### 2015
- Teodor Chiriac, scriitor[280]
- Vasile Crețu, conferențiar universitar la Universitatea de Stat din Moldova[281]
- Marcel Răducan, ministru al dezvoltării regionale și construcțiilor[282]
- Oldřich Andrýsek, Reprezentant Regional al Înaltului Comisariat al Organizației Națiunilor Unite pentru Refugiați[283]
- Ion Tighineanu, prim-vicepreședinte al Academiei de Științe a Moldovei[284]
- Andrzej Halicki⁠(d), copreședinte și cofondator al Adunării Parlamentare a Republicii Polone și a Republicii Moldova[285]
- Ion Botnaru, șef de direcție a Secretariatului Adunării Generale a Organizației Națiunilor Unite[286]
- Mingtao Tong, Ambasador Extraordinar și Plenipotențiar al Republicii Populare Chineze în Republica Moldova[287]
- Ingrid Tersman, Ambasador Extraordinar și Plenipotențiar al Regatului Suediei în Republica Moldova[288]
- Valeriu Chițan, membru al Curții de Conturi a Republicii Moldova[289]
- Leo Butnaru, scriitor[290]
- Efim Josanu, șef de direcție la Compania „Teleradio-Moldova”[290]
- Andrei Hariton, profesor universitar la Universitatea de Stat din Tiraspol (cu sediul la Chișinău)[291]
- Marius Lazurca, Ambasador Extraordinar și Plenipotențiar al României în Republica Moldova[292]
- Ion Zaharia, artist instrumentist, conferențiar universitar la Academia de Muzică, Teatru și Arte Plastice[293]
- Valeriu Oglindă, director general al Clinicii de Medicină Estetică „Sancos” SRL, municipiul Chișinău[294]

#### 2016
- Raed Arafat, secretar de stat, șef al Departamentului pentru Situații de Urgență al Ministerului Afacerilor Interne al României[295]
- Alexandru Tănase, președinte al Curții Constituționale a Republicii Moldova[296]
- Mete Bora, președinte de onoare și consilier principal al Grupului de Companii „SUMMA” (Republica Turcia)[297]
- Jaromir Kvapil, Ambasador Extraordinar și Plenipotențiar al Republicii Cehe în Republica Moldova[298]
- Dana Rodica Tomescu, șef de secție la Institutul Clinic Fundeni, România, profesor asociat la Universitatea de Stat de Medicină și Farmacie „Nicolae Testemițanu”[299]
- David Harris⁠(d), director executiv al Comitetului Evreiesc American (AJC)[300]
- Valentin Bodiul, ex-director general al Combinatului de Vinuri „Cricova” SA[301]
- Henrik Hololei, director general al Direcției Generale Mobilitate și Transporturi⁠(d) (DG MOVE), Comisia Europeană[302]
- Mehmet Selim Kartal, Ambasador Extraordinar și Plenipotențiar al Republicii Turcia în Republica Moldova[303]
- Shigeki Sumi, Ambasador Extraordinar și Plenipotențiar al Japoniei în Republica Moldova[304]
- Ion Bujor, președinte al Companiei Independente TV „Mirador” a Organizației Obștești „VIDOINF”, orașul Ștefan Vodă[305]
- Larisa Eremia, producător de filme documentare în cadrul Companiei Independente TV „Mirador” a Organizației Obștești „VIDOINF”, orașul Ștefan Vodă[305]
- Mircea Cosma, fondator al Societății Cultural-Istorice „Mihai Viteazul”, Ploiești, România[306]
- Anatolie Ghilaș, director general al Agenției Relații Funciare și Cadastru[307]
- Gheorghe Diaconu, director executiv al Întreprinderii Piscicole „Costești” SA, raionul Ialoveni[308]
- Liceul Teoretic Republican „Ion Creangă”, municipiul Bălți[309]
- Dainius Žalimas⁠(d), președinte al Curții Constituționale⁠(d) a Republicii Lituania[310]
- Iurie Colesnic, scriitor[311]
- Ionel-Valentin Vlad, Președinte al Academiei Române[312]
- Alexei Marulea, director al Societății pe Acțiuni „Angro-Impex”[313]
- Valentin Popa, rector al Universității „Ștefan cel Mare” din Suceava (România)[314]
- Daniel Ioniță, Ambasador Extraordinar și Plenipotențiar al României în Republica Moldova[315]

- Ecaterina Mealdzin, mamă a doisprezece copii, orașul Basarabeasca[316]
- Adela Robu, mamă a treisprezece copii, satul Tabani, raionul Briceni[316]

#### 2017
- Raisa Slivca, mamă a zece copii, satul Corjeuți, raionul Briceni[317]
- Josette Durrieu⁠(d), președinte al Grupului de prietenie cu Republica Moldova din cadrul Senatului Republicii Franceze⁠(d)[318]
- Olga Ovcinnicova, jurist emerit[319]
- Serghei Ialovițchii, artist-vocalist, membru al trupei SunStroke Project[320]
- Anton Ragoza, artist-instrumentist, membru al trupei SunStroke Project[320]
- Serghei Stepanov, artist-instrumentist, membru al trupei SunStroke Project[320]
- Mátyás Szilágyi, Ambasador Extraordinar și Plenipotențiar al Ungariei în Republica Moldova[321]
- Artur Michalski, Ambasador Extraordinar și Plenipotențiar al Republicii Polonia în Republica Moldova[322]
- Ulrike Knotz⁠(d), Ambasador Extraordinar și Plenipotențiar al Republicii Federale Germania în Republica Moldova[323]
- Preasfințitul Anatolie (Gheorghe Botnaru), episcop de Cahul și Comrat[324]
- Înaltpreasfințitul Sava (Serghei Volkov), arhiepiscop de Tiraspol și Dubăsari[324]
- Victor Bologan, mare maestru internațional la șah[325]
- Oleg Baiandin, cetățean al Republicii Belarus, locotenent-colonel, consilier militar al Misiunii OSCE în Republica Moldova în anii 2004-2007[326][327]
- Nicolae Chirtoacă, colonel, primul copreședinte al Comisiei Unificate de Control din partea RM, în cadrul căreia în 1992 au fost întreprinse primele măsuri practice de pornire a Operațiunii comune de menținere a păcii și asigurare a stabilității în regiunea transnistreană[326][327]
- Serghei Guțu, colonel al Armatei Naționale, consultant militar în componența Comisiei Unificate de Control din anul 2006[326][327]
- Jan Nadolski, cetățean al Republicii Polonia, reprezentant militar al Misiunii OSCE în Republica Moldova în perioada 2003-2006, colonel[326][327]
- Pirkka Tapiola, Șef al Delegației Uniunii Europene în Republica Moldova[328]
- Ion Tomai, director al Societății cu Răspundere Limitată „Inatol-Agro”, raionul Ocnița[329]
- Mihail Krotov, conducător al Aparatului Comitetului Dumei de Stat din Federația Rusă în problemele CSI, integrării euroasiatice și relațiilor cu conaționalii[330]
- Aleksandr Rar⁠(d), jurnalist, politolog, publicist, Republica Federală Germania[330]
- Boris Eifman⁠(d), director artistic al Teatrului Academic de Stat de Balet din Sankt Petersburg „Boris Eifman”⁠(d)[331]
- Ghenadie Babaian, profesor la Liceul Teoretic cu Profil Sportiv „Gloria”, municipiul Chișinău[332]
- Nadejda Ghidirimschi, profesoară la Gimnaziul Roghi, raionul Dubăsari[332]
- Ala Hioară, director adjunct al Liceului Teoretic „M. Koțiubinski”, municipiul Chișinău[332]
- Teodor Țîrdea, profesor universitar la Universitatea de Stat de Medicină și Farmacie „Nicolae Testemițanu”[332]
- Piotr Dacin, director general al Societății cu Răspundere Limitată „DROMAS-CONS”, municipiul Chișinău[333]
- Iuri Onofriiciuc, primar al orașului Vadul lui Vodă, municipiul Chișinău[334]
- Veaceslav Manolachi, rector al Universității de Stat de  Educație Fizică și Sport[335]
- Pascal Vagogne⁠(d), Ambasador Extraordinar și Plenipotențiar al Republicii Franceze în Republica Moldova[336]
- Departamentul Trupelor de Carabinieri al Ministerului Afacerilor Interne[337]

#### 2018
- Sergiu Curnic, paroh al Bisericii vechi de lemn „Adormirea Maicii Domnului”, municipiul Chișinău[338]
- Valeriu Ostalep, director al Institutului de Studii Diplomatice, Politice și Securitate[338]
- Hulusi Kılıç⁠(d), ex-Ambasador Extraordinar și Plenipotențiar al Republicii Turcia în Republica Moldova[339]
- Georg Andreas Vierling, director general al „Südzucker International” GMBH (Republica Federală Germania)[340]
- Alexandr Danilov, dirijor principal al Wiener Klezmer Orchestеr[341]
- Veaceslav Gojan, premiant al Jocurilor Olimpice, campion european la box, antrenor[342]
- Serghei Marcoci⁠(d), premiant al Jocurilor Olimpice, multiplu campion european și mondial la polo pe apă, antrenor[342]
- Leonid Tomșa, membru al Federației de Box, antrenor[342]
- Academia de Administrare Publică[343]
- Serghei Marcoci⁠(d), premiant al Jocurilor Olimpice, multiplu campion european și mondial la polo pe apă, antrenor[342]
- Mihail Darciuc, șef de secție la Institutul de Medicină Urgentă[344]
- Nicolae Darii, actor la Teatrul Național „Mihai Eminescu”[345]
- Farit Muhametșin⁠(d), Ambasador Extraordinar și Plenipotențiar al Federației Ruse în Republica Moldova[346]
- Signe Burgstaller, Ambasador Extraordinar și Plenipotențiar al Regatului Suediei în Republica Moldova[347]
- Julia Monar, Ambasador Extraordinar și Plenipotențiar al Republicii Federale Germania în Republica Moldova[348]
- Michael Scanlan, șef al Misiunii Organizației pentru Securitate și Cooperare în Europa (OSCE) în Republica Moldova[349]
- Vladimir Bortko⁠(d), regizor, scenarist și producător (Federația Rusă)[350]
- Petar Vâlov, Ambasador Extraordinar și Plenipotențiar al Republicii Bulgaria în Republica Moldova[351]
- Elena Beleacova, expert în domeniul drepturilor omului și al relațiilor interetnice[352]
- Victor Mocanu, președinte al Asociației Sociologilor și Demografilor din Republica Moldova[352]
- Valeriu Oprea, membru al Consiliului Eparhial al Eparhiei de Edineț și Briceni[353]
- Grigore Fiodorov, conferențiar universitar la Universitatea de Studii Politice și Economice Europene „Constantin Stere”[354]
- Fiodor Gagauz, deputat în Parlament[354]
- Veaceslav Bacal, antrenor principal de judo la Centrul sportiv de pregătire a loturilor naționale[355]
- Mihail Cucul, profesor-antrenor de lupte greco-romane la Centrul sportiv de pregătire a loturilor naționale[355]

#### 2019
- Mihail Guboglo, membru de onoare al Academiei de Științe a Moldovei[356]
- Dumitru Pulbere, președinte al comisiei pentru constituționalitate și drepturile omului din cadrul Consiliului societății civile pe lângă Președintele Republicii Moldova[356]
- Bogdat Țîrdea, deputat în Parlament[356]
- Artur Cerari, președinte al Fundației Internaționale de Binefacere a Romilor pentru Dezvoltarea Culturii și Renașterea Națiunii „Baronul Mircea Cerari”[357]
- Vasile Dragan, antreprenor[358]
- Serghei Mișin, ex-redactor-șef la Publicația periodică „Revista Economică Logos-Pres” SA[358]
- Valentina Roșca, președinte al Organizației Teritoriale Chișinău a Asociației Nevăzătorilor din Moldova[358]
- Dafina Gercheva, reprezentant rezident al Programului Națiunilor Unite pentru Dezvoltare (PNUD) în Republica Moldova[359]
- Selda Özdenoğlu, coordonator al Agenției Turcești de Cooperare și Coordonare în Moldova (TIKA)[360]
- Iulia Sîrcu, judecător pensionat[360]
- Irina Vlah, Guvernator (Bașkan) al Găgăuziei (Gagauz-Yeri)[360]
- Iurii Arhipov, veteran al muncii, orașul Căușeni[361]
- Larisa Dmitrieva, președinte de onoare al Centrului Științifico-Cultural de Iluminare „RERIH” din Moldova[361]
- Liceul Teoretic „N. Gogol” din orașul Basarabeasca[362]
- Tatiana Cunețchi, economist, expert în domeniul financiar-bancar[363]
- Nicolae Eșanu, jurist, ex-secretar de stat la Ministerul Justiției[363]
- Maria Codreanu, Artistă a Poporului, interpretă de muzică ușoară[364]
- Ion Creangă, șef de direcție generală în cadrul Secretariatului Parlamentului[365]
- Liudmila Moraru, vicepreședinte al „Bursei de Valori a Moldovei” SA[365]
- Oxana Basico, mamă a unsprezece copii, municipiul Chișinău[366]
- Federica Mogherini, Înalt Reprezentant al Uniunii Europene pentru Afaceri Externe și Politică de Securitate[367]
- Elena Muraru, conferențiar universitar la Universitatea de Stat din Moldova[368]
- Grigorii Karasin⁠(d), prim-vicepreședinte al Comitetului pentru știință, educație și cultură al Consiliului Federației al Adunării Federale a Federației Ruse[369]
- Muzeul Național de Etnografie și Istorie Naturală[370]
- Biblioteca Națională pentru Copii „Ion Creangă”[371]
- Nicanor Cernăuțan, consilier la Laboratorul central fitosanitar[372]
- Vasile Cozma, ex-președinte al Curții de Conturi[373]
- Eva Schinkinger, administrator al Companiei „GG Cables & Wires EE” în Moldova[374]
- Spitalul Clinic Municipal „Sfântul Arhanghel Mihail” (municipiul Chișinău)[375]

### Anii 2020

#### 2020
- Andrei Neguța, Ambasador Extraordinar și Plenipotențiar al Republicii Moldova în Federația Rusă[376]
- Masanobu Yoshii⁠(d), Ambasador Extraordinar și Plenipotențiar al Japoniei în Republica Moldova[377]
- Mihail Gusman⁠(d), prim-director general adjunct al Agenției de Știri „TASS” (Federația Rusă)[378]
- Alexei Cemîrtan, președinte al Asociației Obștești „Veteran Financiar”[379]
- Corneliu Dodu, președinte al Societății pe Acțiuni „Bursa de Valori a Moldovei”[379]
- Constantin Moscovici, solist-instrumentist[379]
- Tudor Rotaru, director al Societății cu Răspundere Limitată „Novasem”, municipiul Chișinău[379]
- Gabriel Gurman⁠(d), profesor universitar la Universitatea Ben-Gurion, Statul Israel[380]
- Elena Safaleru, judecător în demisie a Curții Constituționale[381]
- Tatiana Damașcan, medic-șef al Centrului de Recuperare pentru Copii, orașul Ceadîr-Lunga[382]
- Silvia Profiri, medic de familie la Centrul de Sănătate Nisporeni[382]
- Siarhei Chichuk⁠(d), Ambasador Extraordinar și Plenipotențiar al Republicii Belarus în Republica Moldova[383]
- protoiereul mitrofor Nicolai Florinschi, paroh al Bisericii „Sfântul Mare Mucenic Gheorghe”, municipiul Chișinău[384]
- Ana Eni, conferențiar universitar la Universitatea de Stat de Medicină și Farmacie „Nicolae Testemițanu”[385]
- Gheorghe Gîncu, conferențiar universitar la Universitatea de Stat de Medicină și Farmacie „Nicolae Testemițanu”[385]
- Valeriu Gladun, director general al Centrului Medical „Magnific” SRL[385]
- Valeriu Nichiforciuc, director al Spitalului Raional Florești[385]
- Gheorghe Cojocari, ex-șef adjunct al Inspectoratului Fiscal Principal de Stat[386]
- Procopie Duca, ex-șef adjunct al Inspectoratului Fiscal Principal de Stat[386]
- Serghei Pușcuța, viceprim-ministru, ministru al finanțelor[386]
- Thorbjørn Jagland, ex-Secretar General al Consiliului Europei[387]
- Jean-Louis Laurens, ex-Director General pentru Democrație și Afaceri Politice în cadrul Consiliului Europei[387]
- Pavel Duganov, moderator la evenimente[388]
- Alexandru Stratan, director al Institutului Național de Cercetări Economice[388]
- Corina Călugăru, Ambasador, Reprezentant Permanent al Republicii Moldova pe lângă Consiliul Europei[389]
- Gheorghe Costachi, cercetător științific principal la Institutul de Cercetări Juridice, Politice și Sociologice[389]
- Leonid Culiuc, academician, șef de laborator la Institutul de Fizică Aplicată[389]
- Viorica Dumbrăveanu, ministru al sănătății, muncii și protecției sociale[389]
- Diana Scobioală, director al Institutului Național de Justiție[389]
- Svetlana Bivol, director general al Filarmonicii Naționale „Serghei Lunchevici”[390]
- Valentin Gudumac, profesor universitar la Universitatea de Stat de Medicină și Farmacie „Nicolae Testemițanu”[391]
- Valeriu Enciu, profesor universitar la Universitatea Agrară de Stat din Moldova[392]
- Radu Mudreac, președinte al Comisiei agricultură și industrie alimentară a Parlamentului[392]
- Roman Tryakin, director general al Societății pe Acțiuni „Bucuria”, municipiul Chișinău[392]
- Christine Freilinger, Ambasador Extraordinar și Plenipotențiar al Republicii Austria în Republica Moldova[393]
- Veaceslav Madan, membru al Comisiei pentru cultură, educație și știință a Consiliului Societății Civile pe lângă Președintele Republicii Moldova[394]
- Demian Muntean, membru al Comisiei pentru veteranii Forțelor Armate, ai organelor de drept și participanții la conflictele militare a Consiliului Societății Civile pe lângă Președintele Republicii Moldova[394]
- Ivan Curdov, antrenor-profesor la Școala Sportivă Specializată de Lupte „A. Doga”, municipiul Chișinău[395]
- Nicolai Romandaș, profesor universitar la Universitatea Cooperatist-Comercială[395]
- Raisa Ungureanu, director adjunct al Școlii Primare nr. 83 „Gr. Vieru”, municipiul Chișinău[395]
- protoiereul mitrofor Andrei Secrii, paroh al Bisericii „Sfinții Arhangheli Mihail și Gavriil”, comuna Trușeni, municipiul Chișinău[396]
- Péter Szijjártó, ministru al afacerilor externe și comerțului al Ungariei[397]
- Constantin Bogatov, membru al Comisiei Naționale de Heraldică de pe lângă Președintele Republicii Moldova[398]
- Petru Bobu, veteran al organelor procuraturii[399]
- Maria Ghervas, judecător la Curtea Supremă de Justiție[399]
- Roman Talmaci, membru al Consiliului Uniunii Naționale a Executorilor Judecătorești[399]
- Ion Bahnarel, cercetător științific principal în Laboratorul Științific Igiena Radiațiilor și Radiobiologie al Agenției Naționale pentru Sănătate Publică[400]
- Oleg Lipskii, deputat în Parlament[400]
- Valerii Mitiș, șef de catedră la Universitatea „Prietenia Popoarelor”⁠(d), Federația Rusă[400]
- Nicolae Opopol, profesor universitar la Universitatea de Stat de Medicină și Farmacie „Nicolae Testemițanu”[400]
- Liceul Teoretic cu Profil Sportiv „Gloria”, municipiul Chișinău[401]
- Valeria Biagiotti, Ambasador Extraordinar și Plenipotențiar al Republicii Italiene în Republica Moldova[402]
- Oleg Vasnețov⁠(d), Ambasador Extraordinar și Plenipotențiar al Federației Ruse în Republica Moldova[403]

#### 2021
- Zdeněk Krejčí⁠(d), Ambasador Extraordinar și Plenipotențiar al Republicii Cehe în Republica Moldova[404]
- Peter Michalko, Ambasador al Uniunii Europene în Republica Moldova[405]
- Ibraghim Acperov (post-mortem), medic la Spitalul Clinic Republican din municipiul Tiraspol[406]
- Eugenia Alexeeva (post-mortem), asistentă medicală superioară de secție la Institutul de Medicină Urgentă[406]
- Ecaterina Anastasova (post-mortem), asistentă medicală la Centrul de Sănătate Comrat, UTA Găgăuzia[406]
- Marina Antic (post-mortem), asistentă medicală la Spitalul Raional Ungheni[406]
- Nicolae Banco (post-mortem), medic la Spitalul Clinic de Psihiatrie Chișinău[406]
- Alla Bantiuc (post-mortem), asistentă medicală la Spitalul Clinic Republican „Timofei Moșneaga”[406]
- Ion Baranov (post-mortem), medic la Centrul de Sănătate Bădiceni, raionul Soroca[406]
- Fiodor Bargan (post-mortem), medic la Spitalul Raional Comrat, UTA Găgăuzia[406]
- Grigore Bazarnîi (post-mortem), medic la Sanatoriul Preventoriu de Bază „Constructorul”, municipiul Chișinău[406]
- Vera Belciu (post-mortem), medic la Spitalul Raional Ceadâr-Lunga, UTA Găgăuzia[406]
- Olga Bezdetnîi (post-mortem), șefă a Serviciului de Laborator la Centrul Medicilor de Familie Bălți[406]
- Galina Bezrodnaia (post-mortem), medic la Centrul de Sănătate Ungheni[406]
- Gavril Boian (post-mortem), cercetător științific la Institutul Mamei și Copilului[406]
- Lilia Botnari (post-mortem), asistentă medicală la Spitalul Clinic Republican „Timofei Moșneaga”[406]
- Maria Botnariuc (post-mortem), dezinfecționistă la Centrul de Sănătate Publică Hîncești[406]
- Daniela Burlac (post-mortem), asistentă medicală la Centrul de Sănătate Publică Bălți[406]
- Lilia Calestru (post-mortem), șefă de secție la Spitalul de Psihiatrie Orhei[406]
- Minodora Camerzan (post-mortem), asistentă medicală la Institutul Oncologic[406]
- Stelian Candîba (post-mortem), medic la Spitalul Clinic Municipal „Sfânta Treime”, municipiul Chișinău[406]
- Ludmila Caraion (post-mortem), medic la Substația de Asistență Medicală Urgentă Soroca[406]
- Ion Casian (post-mortem), tehnician dentar la Policlinica Stomatologică Republicană[406]
- Iurie Catana (post-mortem), medic la Spitalul Clinic Municipal „Gheorghe Paladi”, municipiul Chișinău[406]
- Natalia Catrangiu (post-mortem), medic la Spitalul Clinic Municipal „Sfânta Treime”, municipiul Chișinău[406]
- Gheorghe Cazacu (post-mortem), medic la Spitalul Raional Fălești[406]
- Svetlana Ceaglei (post-mortem), felceră laborantă la Institutul de Cardiologie[406]
- Igor Cheptea (post-mortem), medic la Spitalul Raional Fălești[406]
- Maria Chiperi (post-mortem), farmacistă la Direcția Medicală a Ministerului Afacerilor Interne[406]
- Alexei Ciornîi (post-mortem), medic la Punctul de Asistență Medicală Urgentă Larga, raionul Briceni[406]
- Elena Cîrnici (post-mortem), medic la Spitalul Raional Cahul[406]
- Valerian Colesnic (post-mortem), medic la Asociația Medicală Teritorială Rîșcani, municipiul Chișinău[406]
- Vera Constantinova (post-mortem), asistentă medicală la Spitalul Clinic Municipal de Copii „Valentin Ignatenco”, municipiul Chișinău[406]
- Constantin Cornea (post-mortem), medic la Spitalul Raional Cimișlia[406]
- Alic Cotoneț (post-mortem), medic la Centrul Medical „Repromed”, municipiul Chișinău[406]
- Anatolie Covaliuc (post-mortem), medic la Spitalul Clinic Bălți[406]
- Alexandra Craciun (post-mortem), medic la Spitalul Raional Soroca „Anatolie Prisacari”[406]
- Valerii Crivoi (post-mortem), medic la Spitalul Raional Soroca „Anatolie Prisacari”[406]
- Ana Curmei (post-mortem), asistentă medicală la Centrul de Sănătate Vălcineț, raionul Călărași[406]
- Ion Dabija (post-mortem), șef de secție la Spitalul de Psihiatrie Bălți[406]
- Dumitru Daraban (post-mortem), medic la Spitalul Clinic Bălți[406]
- Lilia Dascalciuc (post-mortem), asistentă medicală la Spitalul Raional Nisporeni[406]
- Sergiu Dascăl (post-mortem), medic la Centrul Medicilor de Familie, municipiul Bălți[406]
- Vasili Dimitrov (post-mortem), medic la Spitalul Raional Ialoveni[406]
- Liudmila Dogan (post-mortem), asistentă medicală la Centrul de Sănătate Glinjeni, raionul Fălești[406]
- Serghei Dolapciu (post-mortem), medic la Centrul de Sănătate Comrat, UTA Găgăuzia[406]
- Nadejda Don (post-mortem), asistentă medicală superioară de secție la Spitalul Raional Criuleni[406]
- Igor Dorogoi (post-mortem), medic la Spitalul Clinic Bălți[406]
- Sabina Draguțan (post-mortem), medic la Substația de Asistență Medicală Urgentă Botanica, municipiul Chișinău[406]
- Ion Dvornic (post-mortem), medic la Unitatea de Primiri Urgențe a Spitalului Raional Orhei[406]
- Vitalie Ene (post-mortem), medic la Centrul de plasament pentru persoane vârstnice și persoane cu dizabilități, municipiul Chișinău[406]
- Angela Gadzina (post-mortem), asistentă medicală la Institutul Mamei și Copilului[406]
- Tatiana Ghimpu (post-mortem), asistentă medicală la Spitalul Raional Briceni[406]
- Valentin Gladîș (post-mortem), medic la Spitalul Raional Edineț[406]
- Vera Godoroja (post-mortem), felceră la Substația de Asistență Medicală Urgentă Căușeni[406]
- Veaceslav Gonța (post-mortem), șef al Centrului de Sănătate Nimereuca, raionul Soroca[406]
- Nicolae Gorcinschi (post-mortem), medic la Centrul de Sănătate Publică Soroca[406]
- Alexandru Grec (post-mortem), medic la Spitalul Clinic al Ministerului Sănătății, Muncii și Protecției Sociale[406]
- Constantin Grosu (post-mortem), medic la Spitalul Clinic Municipal „Sfânta Treime”, municipiul Chișinău[406]
- Veronica Grosu (post-mortem), șefă de secție la Asociația Medicală Teritorială Centru, municipiul Chișinău[406]
- Tamara Gudumac (post-mortem), felceră laborantă la Spitalul Raional Edineț[406]
- Gheorghe Guzun (post-mortem), medic la Spitalul Raional Florești[406]
- Ion Hanganu (post-mortem), medic la Centrul de Sănătate Pîrlița, raionul Ungheni[406]
- Galina Haruța (post-mortem), medic la Centrul Medicilor de Familie nr. 2, Asociația Medicală Teritorială Botanica, municipiul Chișinău[406]
- Vasile Hîrbu (post-mortem), medic la Spitalul Raional Dondușeni[406]
- Valentin Jușca (post-mortem), medic la Spitalul Raional Edineț[406]
- Ecaterina Litvinschi (post-mortem), medic la Punctul de Asistență Medicală Urgentă Cricova, municipiul Chișinău[406]
- Țezari Luchianov (post-mortem), felcer la Substația de Asistență Medicală Urgentă Cahul[406]
- Ion Lungu (post-mortem), medic la Spitalul Raional Cantemir[406]
- Lidia Lungu (post-mortem), asistentă medicală la Spitalul Raional Fălești[406]
- Liubovi Lupașco (post-mortem), asistentă medicală la Centrul de Sănătate Vadul lui Vodă, municipiul Chișinău[406]
- Victoria Maciuga (post-mortem), asistentă medicală la Institutul Mamei și Copilului[406]
- Antonina Manastîrlî (post-mortem), șefă a Secției Maternitate a Spitalului Raional Ceadîr-Lunga, UTA Găgăuzia[406]
- Elena Mangîr (post-mortem), felceră la Punctul de Asistență Medicală Urgentă Cărpineni, raionul Hîncești[406]
- Svetlana Manoil (post-mortem), medic la Centrul de Sănătate Bilicenii Vechi, raionul Sîngerei[406]
- Grigore Martîniuc (post-mortem), medic la Spitalul Clinic Bălți[406]
- Valentina Mihova (post-mortem), asistentă medicală la Spitalul Clinic Republican „Timofei Moșneaga”[406]
- Zinovia Movileanu (post-mortem), asistentă medicală la Centrul Național de Transfuzie a Sângelui[406]
- Zinaida Muntean (post-mortem), medic la Spitalul Raional Orhei[406]
- Victor Munteanu (post-mortem), medic la Spitalul Clinic Municipal „Sfânta Treime”, municipiul Chișinău[406]
- Leonid Nagacevschi (post-mortem), medic la Institutul de Medicină Urgentă[406]
- Arcadie Natrașevschi (post-mortem), medic la Spitalul Raional Ungheni[406]
- Liubov Ojog (post-mortem), șefă de serviciu la Spitalul Clinic Bălți[406]
- Anatolie Pancenco (post-mortem), conferențiar universitar la Universitatea de Stat de Medicină și Farmacie „Nicolae Testemițanu”[406]
- Valerii Pașcan (post-mortem), medic la Institutul Mamei și Copilului[406]
- Vera Pavalache (post-mortem), asistentă medicală la Dispensarul Republican de Narcologie[406]
- Maria Păpușoi (post-mortem), medic la Spitalul Raional Cimișlia[406]
- Liviu Petroi (post-mortem), director al Centrului de Sănătate Briceni[406]
- Nicolae Pînzari (post-mortem), șef de secție la Institutul Oncologic[406]
- Elena Pleșca (post-mortem), medic la Centrul de Sănătate Briceni[406]
- Gheorghe Popa (post-mortem), medic-șef al Filialei Sculeni a Spitalului Raional Ungheni[406]
- Ina Popescu (post-mortem), șefă a Centrului de Sănătate Soroca Nouă[406]
- Snejana Poștaru (post-mortem), asistentă medicală la Spitalul Raional Cahul[406]
- Mihail Preotesa (post-mortem), șef de secție la Spitalul Raional Anenii Noi[406]
- Valeriu Pripa (post-mortem), medic la Centrul Medical „Repromed”, municipiul Chișinău[406]
- Galina Racoveț (post-mortem), infirmieră la Spitalul Raional Rîșcani[406]
- Georgeta Răileanu (post-mortem), medic la Penitenciarul nr. 16, municipiul Chișinău[406]
- Liviu Romanaș (post-mortem), medic la Spitalul Raional Edineț[406]
- Vera Romașcu (post-mortem), asistentă medicală la Spitalul Raional Hîncești[406]
- Corneliu Rotaru (post-mortem), medic la Institutul de Medicină Urgentă[406]
- Maria Roșcovan (post-mortem), asistentă medicală la Centrul de îngrijiri paliative Hospice „Carolina de Nord”, municipiul Strășeni[406]
- Valentin Rudîi (post-mortem), medic la Substația Asistență Medicală Urgentă Ocnița[406]
- Dina Rușescu (post-mortem), medic la Asociația Medicală Teritorială Centru, municipiul Chișinău[406]
- Emilia Rusnac (post-mortem), medic la Centrul de Sănătate Glodeni[406]
- Elena Russu (post-mortem), asistentă medicală la Spitalul Raional Ceadîr-Lunga, UTA Găgăuzia[406]
- Dmitri Sain (post-mortem), șef de laborator la Institutul de Ftiziopneumologie „Chiril Draganiuc”[406]
- Vera Sandu (post-mortem), farmacistă dirigintă la Spitalul Raional Hîncești[406]
- Vasile Sârbu (post-mortem), șef de serviciu la Spitalul Clinic Bălți[406]
- Melania Scorpan (post-mortem), asistentă medicală la Spitalul Clinic Bălți[406]
- Angela Scvîrov (post-mortem), asistentă medicală la Centrul de Sănătate Publică Soroca, subdiviziunea Florești[406]
- Anatolie Serbenco (post-mortem), profesor universitar la Universitatea de Stat de Medicină și Farmacie „Nicolae Testemițanu”[406]
- Iurie Solomon (post-mortem), medic la Spitalul Clinic Municipal de Copii „Valentin Ignatenco”, municipiul Chișinău[406]
- Ala Spătaru (post-mortem), medic la Centrul de Sănătate Ialoveni[406]
- Boris Spînu (post-mortem), medic la Spitalul Raional Cahul[406]
- Ion Statii (post-mortem), medic la Spitalul Raional Orhei[406]
- Mihail Stratila (post-mortem), șef al Centrului Sănătatea Reproducerii și Genetică Medicală, Institutul Mamei și Copilului[406]
- Zinaida Sturza (post-mortem), asistentă medicală la Agenția Națională pentru Sănătate Publică[406]
- Elena Suvac (post-mortem), moașă la Spitalul Raional Ialoveni[406]
- Ivan Șiman (post-mortem), șef de secție la Spitalul Raional Orhei[406]
- Ivan Șleahtițchi (post-mortem), medic la Spitalul Raional Ceadîr-Lunga, UTA Găgăuzia[406]
- Svetlana Ștain (post-mortem), medic la Spitalul Raional Edineț[406]
- Mihail Tambur (post-mortem), medic la Spitalul Raional Călărași[406]
- Galina Tintiuc (post-mortem), medic la Centrul Medicilor de Familie nr. 11, Asociația Medicală Teritorială Rîșcani, municipiul Chișinău[406]
- Antonia Toderaș (post-mortem), farmacistă laborantă la Spitalul Raional Hîncești[406]
- Parascovia Tomșa (post-mortem), asistentă medicală la Asociația Medicală Teritorială Rîșcani, municipiul Chișinău[406]
- Ilie Trofimciuc (post-mortem), medic la Spitalul Raional Drochia „Nicolae Testemițanu”[406]
- Mihail Țariuc (post-mortem), șef de secție la Spitalul Raional Cahul[406]
- Constantin Usatîi (post-mortem), medic la Centrul Stomatologic Raional Ialoveni[406]
- Eugeniu Valic (post-mortem), medic la Spitalul Raional Cahul[406]
- Ion Vasilachi (post-mortem), șef al Centrului de Sănătate Rudi, raionul Soroca[406]
- Ana Vasilean (post-mortem), asistentă medicală principală la Spitalul Raional Ungheni[406]
- Liudmila Voicu (post-mortem), asistentă medicală la Spitalul Clinic Municipal de Boli Contagioase de Copii, municipiul Chișinău[406]
- Boris Voineac (post-mortem), medic la Spitalul de Psihiatrie Bălți[406]
- Emil Volconovici (post-mortem), șef al Centrului Comunitar de Sănătate Mintală Dondușeni[406]
- Liubov Volosatîi (post-mortem), asistentă medicală la Asociația Medicală Teritorială Botanica, municipiul Chișinău[406]
- Octavian Zănoagă (post-mortem), șef de laborator la Spitalul Clinic Municipal de Copii „Valentin Ignatenco”, municipiul Chișinău[406]
- Dereck Jamal Hogan⁠(d), Ambasador Extraordinar și Plenipotențiar al Statelor Unite ale Americii în Republica Moldova[407]
- Pascal Le Deunff⁠(d), Ambasador Extraordinar și Plenipotențiar al Republicii Franceze în Republica Moldova[408]
- Aurelia Crivoi, profesor universitar la Universitatea de Stat din Moldova[409]
- Valeriu Guțu, conferențiar universitar la Universitatea de Stat din Moldova[409]
- Vladimir Guțu, profesor universitar la Universitatea de Stat din Moldova[409]
- Dumitru Nedeoglo, profesor universitar la Universitatea de Stat din Moldova[409]
- Andrei Perjan, profesor universitar la Universitatea de Stat din Moldova[409]
- Eudochia Saharneanu, profesor universitar la Universitatea de Stat din Moldova[409]
- Ecaterina Atanasov, profesoară la Liceul Teoretic „Mihai Eminescu”, orașul Sîngerei[410]
- Gheorghe Baciu, profesor universitar la Universitatea de Stat de Medicină și Farmacie „Nicolae Testemițanu”[410]
- Valeriu Baltag, profesor la Liceul Teoretic Republican „Aristotel”, municipiul Chișinău[410]
- Larisa Cuznețov, profesor universitar la Universitatea Pedagogică de Stat „Ion Creangă”[410]
- Anatol Gremalschi, ex-ministru al educației[410]
- Vladimir Pâslaru, profesor universitar la Universitatea Pedagogică de Stat „Ion Creangă”[410]
- Siegfried Mureșan, președinte al Delegației Parlamentului European la Comitetul parlamentar de asociere Uniunea Europeană – Republica Moldova[411]
- Katarína Mathernová, Director general adjunct pentru Politica de vecinătate și negocierile de extindere în cadrul Comisiei Europene[412]

#### 2022
- Oana Serafim, directoarea Serviciului în limba română al Radio Europa Liberă/Radio Libertatea[413]
- Angela Ganninger, Ambasador Extraordinar și Plenipotențiar al Republicii Federale Germania în Republica Moldova[414]
- Vasile Advahov, compozitor, violonist, prim-dirijor al Orchestrei Municipale de Muzică Populară condusă de frații Advahov, Chișinău[415]
- Vitalie Advahov, compozitor, acordeonist, conducător artistic al Orchestrei Municipale de Muzică Populară condusă de frații Advahov, Chișinău[415]
- Roman Iagupov, solist și textier al formației „Zdob și Zdub”[415]
- Kęstutis Kudzmanas⁠(d), Ambasador Extraordinar și Plenipotențiar al Republicii Lituania în Republica Moldova[416]
- Valeriu Turea (post-mortem)[417]
- Petru Bulmaga, doctor în chimie, conferențiar universitar la Universitatea de Stat din Moldova[418]
- Maria Buruiană, învățătoare la Liceul Teoretic „Mihai Viteazul”, municipiul Chișinău, autoare de manuale și lucrări didactice[418]
- Tatiana Cartaleanu, doctor în filologie, autoare de curriculum, manuale și lucrări didactice, formatoare națională în dezvoltarea gândirii critice[418]
- Alexei Cașu, doctor habilitat, cercetător științific principal la Institutul de Matematică și Informatică „Vladimir Andrunachievici”, Universitatea de Stat din Moldova[418]
- Tamara Cazacu, doctor în pedagogie, autoare de curriculum, manuale și lucrări didactice, formatoare națională în didactica limbii române ca limbă nematernă[418]
- David Ceban, doctor habilitat, profesor universitar la Universitatea de Stat din Moldova[418]
- Olga Cosovan, doctor în filologie, autoare de curriculum, manuale și lucrări didactice, formatoare națională în dezvoltarea gândirii critice[418]
- Ion Goian, doctor în științe fizico-matematice[418]
- Ion Guțu, doctor în filologie, conferențiar universitar la Universitatea de Stat din Moldova[418]
- Iosif Moldovanu, consultant la Centrul de Informare și Documentare privind Drepturile Copilului[418]
- Ștefan Tiron, consilier, Ministerul Educației și Cercetării[418]
- Jean-Yves Le Drian, ex-ministru pentru Europa și Afaceri Externe al Republicii Franceze[419]
- Yoshihiro Katayama, Ambasador Extraordinar și Plenipotențiar al Japoniei în Republica Moldova[420]
- Tudor Cîrlan, maestru al sportului, antrenor emerit al Republicii Moldova (lupte libere)[421]
- Oleg Crețul⁠(d), medaliat cu aur la Campionatul European de Judo IBSA⁠(d) (International Blind Sport Federations) 2022, Republica Italiană[421]
- Valeriu Duminică⁠(d), maestru internațional al sportului, antrenor emerit al Republicii Moldova (judo)[421]
- Anatolie Guidea, maestru internațional al sportului, antrenor emerit al Republicii Moldova (lupte libere)[421]
- Vitalie Gligor, maestru al sportului, antrenor emerit al Republicii Moldova (judo)[421]
- Anastasia Nichita, medaliată cu aur la Campionatul mondial de lupte din 2022⁠(d) WORLD Championships, Republica Serbia[421]
- Irina Rîngaci, medaliată cu bronz la Campionatul Mondial 2022 WORLD Championships, Republica Serbia[421]
- Serghei Tarnovschi, medaliat cu aur la Campionatul mondial de caiac-canoe 2022⁠(d), Canada[421]
- Denis Vieru, medaliat cu bronz la Campionatul Mondial de Judo, Tashkent World Championschip Senior 2022, Republica Uzbekistan[421]
- Liceul Republican cu Profil Sportiv[422]
- Gheorghe Cuharschi, ex-director al Liceului Republican cu Profil Sportiv din municipiul Chișinău, antrenor emerit al Republicii Moldova  (atletism)[423]
- Fatima Leșcu, directoare adjunctă a Liceului Republican cu Profil Sportiv din municipiul Chișinău, profesoară[423]
- Ion Robu, director al Liceului Republican cu Profil Sportiv din municipiul Chișinău[423]
- Nicolae Scurtul, profesor, antrenor emerit al Republicii Moldova (lupte libere)[423]

#### 2023
- Gheorghe Bulat, arhitect[424]
- Nina Corcinschi, critic și istoric literar, directoare a Institutului de Filologie Română „Bogdan Petriceicu-Hasdeu”[424]
- Jiří Našinec, traducător din limba română în limba cehă[424]
- Stephen Mackler, medic stomatolog din Statul Carolina de Nord, Statele Unite ale Americii[425]
- Valentina Casian⁠(d), primăriță a municipiului Strășeni[426]
- Valentina Carastan, primăriță a satului Slobozia Mare, raionul Cahul[426]
- Constantin Cojocari⁠(d), primar al municipiului Edineț[426]
- Valentin Danu, primar al satului Logănești, raionul Hîncești[426]
- Ion Dolganiuc, primar al satului Colibași, raionul Cahul[426]
- Gheorghe Ojog, primar al satului Corjova, raionul Criuleni[426]
- Amélie de Montchalin, Ambasador, Reprezentant Permanent al Republicii Franceze pe lângă Organizația pentru Cooperare și Dezvoltare Economică[427]
- Joseph Daul, ex-președinte al Partidului Popular European[428]
- Scott Hocklander, director al Misiunii Agenției Statelor Unite ale Americii pentru Dezvoltare Internațională (USAID) în Republica Moldova[429]
- Bogdan-Lucian Aurescu, consilier pentru politică externă al Președintelui României, ex-ministru al afacerilor externe al României[430]
- Andrei Captarenco, jurnalist[431]
- Viorica Tătaru, jurnalistă[431]
- Dina Roșca, secretar general al Ministerului Finanțelor[432]
- Marcelo Rebelo de Sousa, Președinte al Republicii Portugheze[433]
- Viorel Bostan, doctor habilitat, rector al Universității Tehnice a Moldovei[434]
- Alexandra Danilenco, profesoară de educație fizică la Școala auxiliară nr. 6, municipiul Chișinău[434]
- Ana Gheorghița, ex-directoare a Instituției Publice Liceul Teoretic „Principesa Natalia Dadiani”, municipiul Chișinău[434]
- Ion Jigău, expert în statistică și sociometrie[435]
- Gudsi Osmanov⁠(d), Ambasador Extraordinar și Plenipotențiar al Republicii Azerbaidjan în Republica Moldova[436]
- Demian Railean, președinte al Clubului sportiv de lupte greco-romane „Heracle”, Timișoara, România[437]

#### 2024
- Mircea Cărtărescu, poet, prozator, critic literar și publicist[438]
- Cristian Mungiu, regizor, producător și scenarist[439]
- Nicolae Dandiș, primar al municipiului Cahul[440]
- Johannes Hahn, Comisar European pentru Buget și Administrație[441]
- Kent D. Logsdon, Ambasador Extraordinar și Plenipotențiar al Statelor Unite ale Americii în Republica Moldova[442]
- Simona Cojocaru, secretar de stat, șef al Departamentului pentru politica de apărare, planificare și relații internaționale, Ministerul Apărării Naționale al României[443]
- Irene Langemann⁠(d), regizoare (Republica Federală Germania)[444]
- Anatolie Petrenco, doctor habilitat în istorie, profesor universitar la Universitatea de Stat din Moldova[445]
- Paul Graham⁠(d), Ambasador Extraordinar și Plenipotențiar al Republicii Franceze în Republica Moldova[446]
- Vitalie Ciobanu, colonel în rezervă, director al Agenției pentru Știință și Memorie Militară[447]
- Mariana Mihuț, actriță[448]
- Victor Rebengiuc, actor[448]
- Emil Boroghină, actor[449]
- Josep Borrell Fontelles, ex-Înalt Reprezentant al Uniunii Europene pentru Afaceri Externe și Politică de Securitate, ex-vicepreședinte al Comisiei Europene[450]

#### 2025
- Evghenia Bejan, directoare a Bibliotecii Naționale pentru Copii „Ion Creangă”[451]
- Alexandru Burlacu, critic și istoric literar, consultant științific, Institutul de Filologie Română „B.P. Hasdeu”, membru al Uniunii Scriitorilor din Moldova[451]
- Dumitru Crudu, poet, dramaturg, membru al Uniunii Scriitorilor din Moldova[451]
- Evghenii Lungu, critic literar, membru al Uniunii Scriitorilor din Moldova[451]
- Fiodor Zanet, scriitor, membru al Uniunii Scriitorilor din Moldova[451]
- Teatrul „Geneza Art”[452]
- Luminița-Teodora Odobescu, consilier de stat în cadrul Cancelariei Prim-ministrului României[453]
- Sébastien Lecornu⁠(d), ministru al Forțelor Armate⁠(d) ale Republicii  Franceze[454]
- Laurence Boone⁠(d), ex-ministru de stat responsabil pentru Europa⁠(d) al Ministerului pentru Europa și Afaceri Externe⁠(d) al Republicii Franceze[455]
- Centrul cultural evreiesc „KEDEM”[456]
- Katarina Martholm Fried⁠(d), Ambasador Extraordinar și Plenipotențiar al Regatului Suediei în Republica Moldova[457]
- Lorenzo Tomassoni, Ambasador Extraordinar și Plenipotențiar al Republicii Italiene în Republica Moldova[458]
- Margret Maria Uebber⁠(d), Ambasador Extraordinar și Plenipotențiar al Republicii Federale Germania în Republica Moldova[459]